# بيلاتس

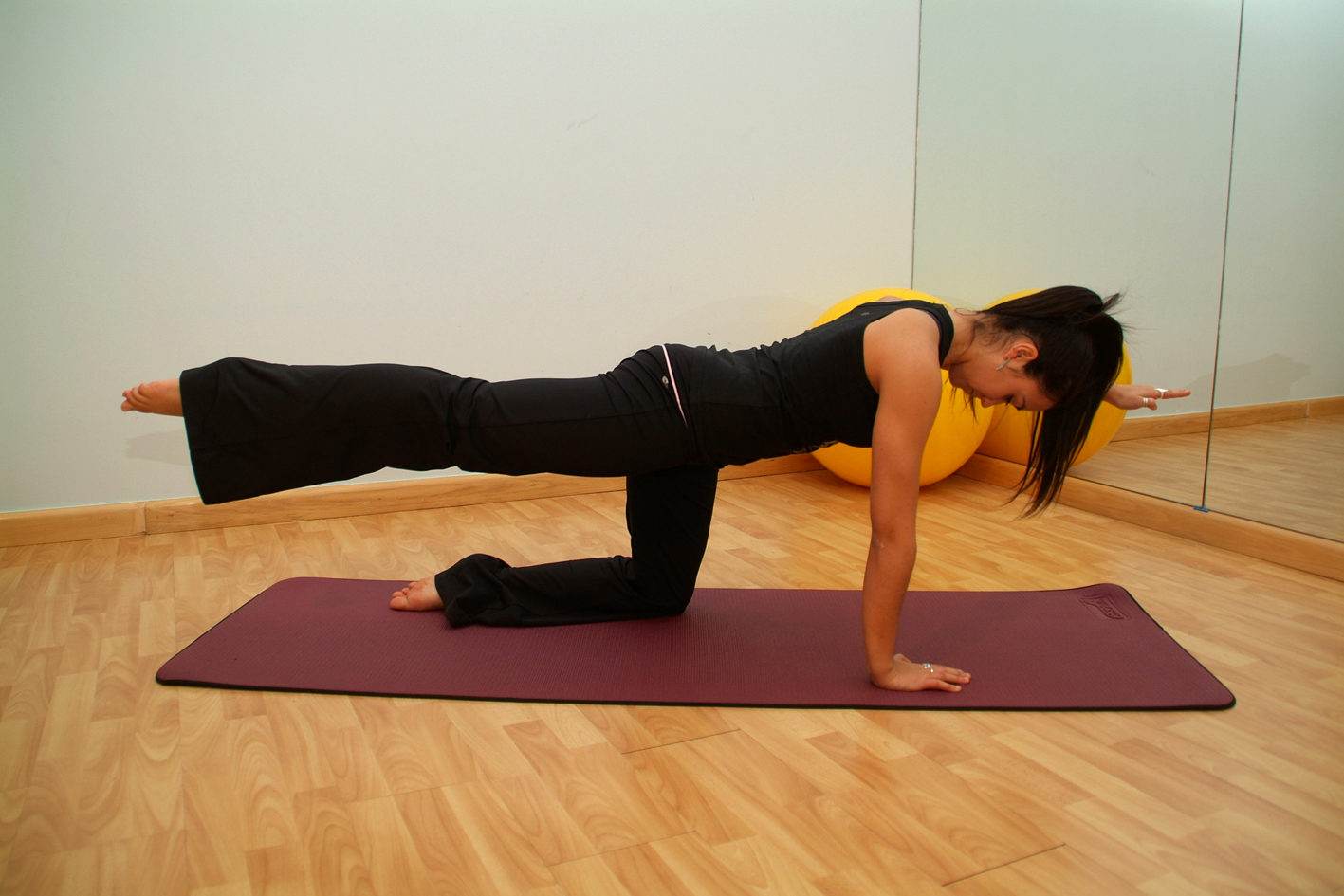
مُدربة بيلاتس توضح تمرين "الوقوف على أربع"

بيلاتس (بالإنجليزية: Pilates)‏ هو نوع من تمارين العقل والجسد طَورَهُ المدرب البدني الألماني جوزيف بيلاتس في أوائل القرن العشرين. وأطلق اسمه على هذه الطريقة. سمى بيلاتس طريقته بالكنترولوجيا أي علم السيطرة، لأنه يعتقد أن أسلوبه يستخدم العقل في السيطرة على العضلات. تُمارس هذه الطريقة في جميع أنحاء العالم مثل أستراليا، كندا، ألمانيا، كوريا الجنوبية، نيوزيلندا، الإمارات العربية المتحدة، المملكة المتحدة، والولايات المتحدة. يستخدم بيلاتس مزيجًا من 50 تمرينًا متكررًا لتحفيز الجهد العضلي. هُناك "أساسيات خمس" لكل تمرين:التنفس، والمحاذاة الصحيحة للرقبة، وتثبيت الضلوع والكتفين، وحركة مرونة الحوض واستخدام العضلة المستعرضة البطنية. عادةً ما يتم تكرار كل تمرين من ثلاث إلى خمس مرات. حتى عام 2023، أكثر من 12 مليون شخص يُمارس بيلاتس.
ظهرت طريقة بيلاتس بعد انتشار ثقافة التمارين الرياضية في أواخر القرن التاسع عشر بهدف التخفيف من المشكلات الصحية. مع ذلك، هناك أدلة محدودة تدعم فعالية بيلاتس للتخفيف من مشكلات مثل آلام أسفل الظهر. بينما وجدت بعض الدراسات أن الجلسات المنتظمة تحسن التوازن وتساعد في تقوية العضلات لدى البالغين الأصحاء (مقارنة بعدم ممارسة أي تمرين)، وبيلاتس لم تُثبت فعاليتها كعلاج لأي حالة طبية.

## التاريخ
طُور البيلاتس على يد جوزيف بيلاتس في مونشنغلادباخ بألمانيا. كان والده رياضي في الجمباز، ووالدته معالجة طبيعية.
ذكر بيلاتس أن الإلهام وراء طريقته جاءه خلال الحرب العالمية الأولى، عندما كان محتجزًا في معسكر الاعتقال نوكالوي [الإنجليزية] في جزيرة مان. قضى بيلاتس هناك أربع سنوات، عمل على مساعدة زملائه المعتقلين، ثم طوّر نظامًا من التمارين يهدف إلى تقوية العقل والجسد معًا،، حيثُ كان يؤمن بأن الصحة العقلية والجسدية مترابطتان.
في شبابه، مارس بيلاتس العديد من أنظمة التدريب البدني المتوفرة في ألمانيا، ومن خلال هذه الأنظمة طور طريقته الخاصة. وكانت طريقته تتماشى بوضوح مع ثقافة اللياقة البدنية في أواخر القرن التاسع عشر، التي تميزت باستخدام أجهزة خاصة وادعاء أن التمارين يُمكن أن تُعالج المشاكل الصحية. كما ترتبط طريقته بتقليد "التمارين التصحيحية" أو "الجمباز الطبي" الذي كان يُمثله بيهر هنريك لينغ
أضاف بيلاتيس إلى طريقته مجموعة متنوعة من الأجهزة، حيث صُمم كل جهاز منها للمساعدة في تسريع عملية الإطالة وتقوية العضلات بهدف تحسين استقامة الجسم وزيادة قوة عضلات الجذع
أضاف بيلاتيس إلى طريقته مجموعة متنوعة من الأجهزة، حيث صُمم كل جهاز منها للمساعدة في تسريع عملية الإطالة وتقوية العضلات بهدف تحسين استقامة الجسم وزيادة قوة عضلات المنطقة الوسطى والتي كانت تبدأ بتمارين السجادة. ويُعد جهاز "الإصلاح" الأكثر شهرةً وشعبية، وكان يُسمى في الأصل "الإصلاح العالمي"، كناية عن "إصلاح الجسم بشكل عام". وفيما بعد، صمم بيلاتيس أجهزة أخرى، منها الكاديلاك، وكرسي ووندا، والكرسي "الكهربائي" العالي، ومصحح العمود الفقري، ولادر بريل، وبيدي بول.
نشر بيلاتيس كتابين يتعلقان بنظام تدريبه:
- Your Health: A Corrective System of Exercising That Revolutionizes the Entire Field of Physical Education (1934)
- Return to Life Through Contrology (1945).

خلال حياته، درب جوزيف بيلاتيس واعتمد اثنين من المساعدين بشكل مباشر، وهما كاثي ستانفورد غرانت ولوليتا سان ميغيل

## وصف
في مراجعة منهجية حول تمارين بيلاتس أُجريت عام 2012، تم دراسة الأدبيات الخاصة به لوضع تعريف متفق عليه حيث وُصف بأنهُ «تمرين يجمع بين العقل والجسد، يتطلب استقرار العضلات الأساسية، والقوة، والمرونة، مع التركيز على التحكم بالعضلات، والوضعية، والتنفس.»
وفقًا لصحيفة نيويورك تايمز، يمكن استخدام تمارين بيلاتس لتناسب مجموعة واسعة من الأهداف البدنية، والأعمار، والقدرات. بيلاتس ليس تمرينًا للقلب والأوعية الدموية، بل هو تمرين للمرونة والقوة. يتميز بيلاتس بعدة عناصر تميزه عن أشكال أخرى من تمارين المقاومة؛ فعلى سبيل المثال، يركز بيلاتس بشكل كبير على التنفس وتحقيق توازن بين العقل والجسد. وقد قال جوزيف بيلاتس: «قبل كل شيء، تعلم كيف تتنفس بشكل صحيح.» يستخدم المشاركون عضلاتهم الأساسية وتقنيات التنفس في كل حركاتهم.
في كتابه العودة إلى الحياة من خلال الكنترولوجي، وصف جوزيف بيلاتس طريقته بأنها "فن الحركات المتناسقة والمنضبطة"، التي يجب أن تبدو وتشعر وكأنها تمرين وليس علاجًا عندما تُؤدى بشكل صحيح. إذا تمت ممارستها بانتظام، تعمل تمارين بيلاتس على تحسين المرونة، وزيادة القوة، وتطوير التحكم والتحمل في الجسم كله. يركز بيلاتس على تحقيق التوازن، والتنفس الصحيح، وتقوية العضلات الأساسية، وتحسين التنسيق والتوازن. ويُعدّ الجذع، الذي يشمل عضلات البطن وأسفل الظهر والوركين، مركز القوة الأساسية في الجسم ويُعتقد أنه الأساس لاستقرار الجسم. يسمح نظام بيلاتس بتعديل التمارين من حيث الصعوبة، بدءًا من المستوى المبتدئ إلى المتقدم أو أي مستوى آخر، وذلك ليتناسب مع أهداف أو قيود المدرب والممارس. ويمكن زيادة شدة التمارين كلما اعتاد الجسم عليها.

## الفعالية
في عام 2015، نشرت وزارة الصحة الأسترالية دراسة تحليلية للأبحاث الموجودة حول 17 علاجًا بديلاً، بما في ذلك البيلاتس، لتحديد ما إذا كان أي منها يستحق أن يكون ضمن التأمين الصحي. ووجدت الدراسة أن فعالية البيلاتس غير مؤكدة بسبب قلة عدد الدراسات الحالية ومحدوديتها من الناحية المنهجية. وبناءً على ذلك، في عام 2017، أعلنت الحكومة الأسترالية أن البيلاتس هي ممارسة لا تستحق أن تكون ضمن التأمين الصحي، حيثُ أوضحت أن هذه الخطوة ستضمن «أن يتم إنفاق أموال دافعي الضرائب بشكل مناسب وألا توجه نحو علاجات تفتقر إلى الأدلة.»
بالنسبة لعلاج آلام أسفل الظهر، تشير الأدلة ذات الجودة المنخفضة إلى أن البيلاتس أفضل من عدم القيام بأي شيء، لكنهُ ليس أكثر فعالية من غيره من أشكال التمارين البدنية. وتوجد بعض الأدلة على أن الجلسات المنتظمة يمكن أن تساعد في تقوية عضلات البطن لدى الأشخاص الأصحاء، مقارنة بعدم ممارسة أي نشاط بدني. لا توجد أدلة كافية تُشير إلى أن البيلاتس يساعد في تحسين التوازن لدى كبار السن.
من البيانات المحدودة المتاحة، يبدو أن النتائج الإحصائية والسريرية تُشير إلى أن البيلاتس قد أظهر فعالية كوسيلة لإعادة التأهيل لمجموعة متنوعة من الحالات الصحية.

## بيلاتس باستخدام السجادة وجهاز الإصلاح

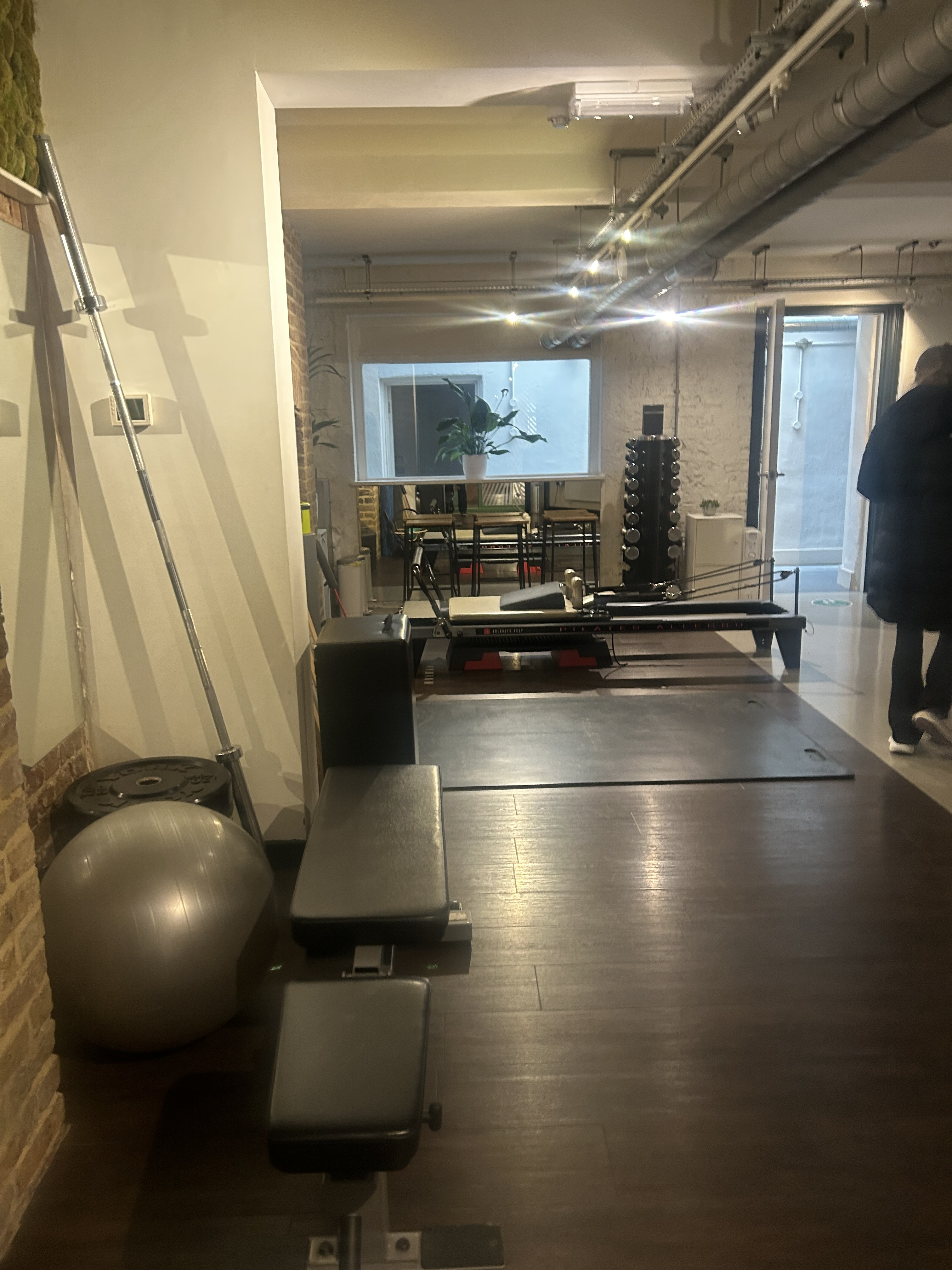
جهاز الإصلاح في استوديو بيلاتس في لندن.

يتطور بيلاتس باستمرار من خلال استخدام المعدات الحديثة، لكن جوهر التقنية مرتبط بأنماط الحركة التي صممها جوزيف بيلاتس. يمكن ممارسة بيلاتس على السجادة أو باستخدام معدات متخصصة. غالبًا ما يتضمن بيلاتس استخدام آلات مقاومة تعتمد على الشدادات تُعرف باسم أجهزة الإصلاح، والتي تتكون من إطار يشبه الصندوق، ومنصة منزلقة، ونوابض، وأشرطة/حبال، وبكرات تساعد في دعم العمود الفقري واستهداف مجموعات عضلية مختلفة. على سبيل المثال، لاستهداف الجزء العلوي من الظهر، تتضمن حركة بيلاتس نموذجية على جهاز الإصلاح الاستلقاء على الوجه فوق ملحق يُسمى "الصندوق الطويل" الذي يوضع فوق المنصة المنزلقة. ثم يرفع المشارك رأسه وصدره بينما يسحب الأشرطة نحو الوركين للانزلاق إلى الأمام مع المنصة المتحركة، ويكرر ذلك عدة مرات. يمكن أن تكون الأشرطة أثقل أو أخف اعتمادًا على المقاومة التي يتم التحكم بها بواسطة الشدادات.
مع بيلاتس السجادة، يجلس الأشخاص أو يستلقون مع استخدام وزن أجسامهم كمقاومة رئيسية، مستغلين الجاذبية لاستقرار منطقة الوسط. على سبيل المثال، تمرين شائع في بيلاتس السجادة يسمى "الانقلاب للأعلى" حيثُ يبدأ المشاركون بالجلوس على الأرض مع تمديد أرجلهم أمامهم وأذرعهم ممدودة فوق أرجلهم. ثم يقوم المشاركون ببطء—باستخدام التنفس للتحكم في الحركة—يمد المشاركون الجزء العلوي من أجسامهم إلى الخلف حتى يصلوا إلى وضعية الاستلقاء الكامل على ظهورهم، مع تمديد أذرعهم فوق رؤوسهم ثم يعودون مرة أخرى إلى وضعية البدء أثناء الزفير، ويكررون هذه العملية عدة مرات.
قد تُستخدم ملحقات مثل حلقات المقاومة الدائرية أو أشرطة المقاومة في كل من بيلاتس السجادة وجهاز الإصلاح.

## المُقارنة مع اليوغا
اليوغا الحديثة مثل البيلاتس، هو تمرين يجمع بين العقل والجسد، إلا أن دروس اليوغا غالبًا ما تتناول الجوانب الروحية بشكل أكثر وضوحًا. يشمل كل من اليوغا والبيلاتس على عناصر من التمدد والتنفس. كلاهما يُعتبر تمرينًا منخفض التأثير ومنخفض الشدة، لكن هناك اختلافات جوهرية. عند ممارسة اليوغا، يُطلب من الأفراد الحفاظ على بعض الوضعيات لفترات طويلة والانتقال بسلاسة إلى وضعيات أخرى؛ بينما في البيلاتس، يتحرك الأفراد بأذرعهم أو أرجلهم أثناء اتخاذ وضعيات معينة. في اليوغا، يُستخدم التنفس للاسترخاء وللحفاظ على الوضعيات، بينما في البيلاتس، يُستخدم التنفس لزيادة طاقة العضلات. تبدأ معظم تمارين البيلاتس من وضعية الاستلقاء، بينما تبدأ معظم وضعيات اليوغا من الوقوف.
بعض الوضعيات في اليوغا والبيلاتس متشابهة؛ على سبيل المثال، وضعية التوازن على الساقين المفتوحتين تشبه نافاسانا (وضعية القارب)؛ ووضعية التدحرج تشبه هالاسانا (وضعية المحراث)؛ وتتشابه وضعيات "البجعة" و"تمرين الضغط" مع بوجانغاسانا (وضعية الكوبرا) وتشاتورانغا دانداسانا (وضعية اللوح المنخفض). كلا التمرينين يعززان القوة والمرونة واللياقة البدنية، لكن البيلاتس يُركز بشكل أكبر على قوة المنطقة الوسطى من الجسم، بينما تُركز اليوغا على المرونة.

## الوضع القانوني
لا تخضع البيلاتس لجهة رسمية تُشرف أو تضع معايير معتمدة لها كمهنة.
في أكتوبر 2000، قررت محكمة اتحادية أمريكية أن "بيلاتس" هو مصطلح عام، مما يجعله متاحًا للاستخدام دون قيود. ومع ذلك، لا يزال المصطلح يُكتب بأحرف كبيرة في الكتابة نسبة إلى اسمه الأصلي المرتبط بمؤسس الطريقة.
ونتيجة لحكم المحكمة، تأسست جمعية "تحالف طريقة البيلاتس" كجمعية مهنية لمجتمع البيلاتس. تهدف هذه المنظمة الدولية إلى جمع المعلمين، ومدربيهم، والاستوديوهات، والمرافق التي تكرس جهودها للحفاظ على إرث جوزيف بيلاتس وطريقته في التمارين. وتعمل المنظمة على وضع معايير مهنية، وتشجيع الوحدة، وتعزيز الاحترافية في هذا المجال.